# Carlos García Gual
Carlos García Gual (Palma, 1943) és un escriptor, filòleg, crític i traductor espanyol.

## Biografia
Es va formar amb grans hel·lenistes, com Manuel Fernández Galiano, Francisco Rodríguez Adrados i Luis Gil. És catedràtic de filologia grega a la Universitat Complutense de Madrid, després d'haver-ho estat de la Universitat de Granada, la Universitat de Barcelona i la UNED. Especialista en antiguitat clàssica i literatura, ha escrit nombrosos llibres i articles sobre literatura clàssica i medieval, filosofia grega i mitologia en revistes especialitzades.
Entre les seves obres, destaquen llibres com Los orígenes de la novela, Primeras novelas europeas, Epicuro, Historia del rey Arturo, Diccionario de mitos, El descrédito de la literatura, Apología de la novela histórica, Viajes a la Luna: de la fantasía a la ciencia-ficción o Encuentros heroicos. Seis escenas griegas. Ha realitzat algunes reedicions i actualitzacions de les seves obres més importants, com ara Las primeras novelas: desde las griegas y las latinas hasta la edad media (Gredos, 2008), que reuneix dos dels seus llibres de referència sobre la novel·la antiga i medieval, i Prometeo, mito y literatura (Fondo de Cultura Económica, 2009), que revisita i actualitza un dels temes mítics que més ha estudiat.
Com a crític literari ressenya llibres a El País, Revista de Occidente, Revista de Libros, Claves de Razón Práctica, etc. És editor i col·laborador habitual de la revista Historia National Geographic, entre d'altres. A més, és director de la col·lecció de clàssics grecollatins Biblioteca Clásica Gredos.
Destaca a més la seva tasca com a traductor de clàssics. Li va ser concedit el Premi Nacional de Traducció en dues ocasions: l'any 1978 va ser guardonat amb el Premi de traducció Fray Luis de León, per Vida y hazañas de Alejandro de Macedonia, la seva versió de l'obra del Pseudo-Cal·lístenes, i l'any 2002 hom li va atorgar el Premi Nacional al conjunt de la seva obra de traducció.
Les últimes obres que ha traduït són la nova versió de l'Odissea d'Homer i les Vides de filòsofs il·lustres de Diògenes Laerci, ambdues aparegudes a Alianza Editorial (aquesta última, la primera traducció completa al castellà de Diògenes Laerci des de la realitzada per Josep Ortiz i Sanz el 1792).

## Distincions
- Premi Nacional a l'Obra d'un Traductor (2002).
- Premi de traducció Fray Luis de León (1978).

## Obres
- El mito de Orfeo. Estudio y tradición poética, Madrid: FCE, 2015, amb David Hernández de la Fuente. ISBN 978-84-375-0718-7
- Sirenas. Seducciones y metamorfosis. Madrid: Turner, 2014. ISBN 978-84-15832-29-4
- La venganza de Alcmeón. Un mito olvidado, Madrid: FCE, 2011. ISBN 9788437507071
- Enigmático Edipo. Mito y tragedia. Madrid: FCE, 2012. ISBN 9788437506869
- Mitos, viajes, héroes. Madrid: FCE, 2011. ISBN 9788437506609
- Encuentros heroicos. Seis escenas griegas. Madrid: FCE, 2009. ISBN 9788437506296
- Prometeo. Mito y literatura. Madrid: FCE, 2009. ISBN 9788437506302
- Las Primeras novelas: desde las griegas y las latinas hasta la Edad Media. Madrid: Gredos, 2008. ISBN 9788424902650
- La filosofía helenística. Madrid: Síntesis, 2008. ISBN 9788497565301
- Los siete sabios (y tres más). Madrid: Alianza, 2007. ISBN 9788420661797
- Introducción a la mitología griega. Madrid: Alianza, 2006. ISBN 9788420643281
- Historia, novela y tragedia. Madrid: Alianza, 2006. ISBN 84-206-6008-6
- Viajes a la Luna: de la fantasía a la ciencia ficción. Madrid: ELR, 2005. ISBN 84-87607-14-4
- Diccionario de mitos. Madrid: Siglo XXI de España Editores, 2003. ISBN 84-323-1127-8
- Apología de la novela histórica y otros ensayos. Barcelona: Península, 2002. ISBN 84-8307-513-X
- Sobre el descrédito de la literatura y otros avisos humanistas. Barcelona: Península, 1999. ISBN 84-8307-192-4
- El redescubrimiento de la sensibilidad en el siglo XII: el amor cortés y el ciclo artúrico. Torrejón de Ardoz: Akal, 1997. ISBN 84-460-0805-X
- El zorro y el cuervo: diez versiones de una famosa fábula. Madrid: Alianza Editorial, 1995. ISBN 84-206-0712-6
- La antigüedad novelada: las novelas históricas sobre el mundo griego y romano. Barcelona: Anagrama, 1995. ISBN 84-339-1395-6
- Audacias femeninas. Barcelona: Círculo de Lectores, 1993. ISBN 84-226-4415-0
- Introducción a la mitología griega. Madrid: Alianza, 1992. ISBN 84-206-0580-8
- Figuras helénicas y géneros literarios. Madrid: Mondadori, 1991. ISBN 84-397-1770-9
- Los siete sabios (y tres más). Madrid: Alianza Editorial, 1988. ISBN 84-206-0369-4
- La Mitología: interpretaciones del pensamiento mítico. Barcelona: Montesinos, 1986. ISBN 84-7639-029-7
- La secta del perro. Madrid: Alianza Editorial, 1987. ISBN 84-206-0250-7
- Historia del rey Arturo y de los nobles y errantes caballeros de la Tabla Redonda: análisis de un mito literario. Madrid: Alianza Editorial, 1983. ISBN 84-206-9955-1
- Mitos, viajes, héroes. Madrid: Taurus, 1981 (1985 imp.). ISBN 84-306-1187-8
- Epicuro. Madrid: Alianza Editorial, 1981 (1988 imp.). ISBN 84-206-1806-3
- Prometeo: mito y tragedia. Pamplona: Peralta, 1979. ISBN 84-85272-53-6
- Los orígenes de la novela. Madrid: Istmo, 1972. ISBN 84-7090-192-3
- El sistema diatético en el verbo griego, Madrid: CSIC 1970. ISBN 84-00-01993-8